# Ormosia panamensis
Ormosia panamensis är en ärtväxtart som beskrevs av George Bentham. Ormosia panamensis ingår i släktet Ormosia och familjen ärtväxter. Inga underarter finns listade i Catalogue of Life.